# Тарент (мифология)
Тарент (дорическая форма Тарант, др.-греч. Τάρας, род.п. Τάραντος) — персонаж древнегреческой мифологии. Сын Посейдона и местной нимфы, его именем назван город и река. По разным версиям, сын нимфы Сатиры, либо Посейдона и Сатиры, дочери Миноса, либо потомок Геракла. Его изображение находилось в Дельфах.
Согласно мифу, когда Тарант потерпел кораблекрушение, его отец, Посейдон, прислал на помощь дельфина. На дельфине Тарант добрался от мыса Тенарон до юга Италии. В месте, где Тарент ступил на берег, он основал город, которому дал своё имя.